# Université de sciences de la santé d'Ōita
L'Université de sciences de la santé d'Ōita (大分県立看護科学大学, Ōita kenritsu kango kagaku daigaku) est une université publique du Japon située dans la ville d'Ōita. 